# Pteroceras spathibrachiatum
Pteroceras spathibrachiatum är en orkidéart som först beskrevs av Johannes Jacobus Smith, och fick sitt nu gällande namn av Leslie Andrew Garay. Pteroceras spathibrachiatum ingår i släktet Pteroceras och familjen orkidéer. Inga underarter finns listade i Catalogue of Life.